# Svenska mästerskapet i bandy 1912

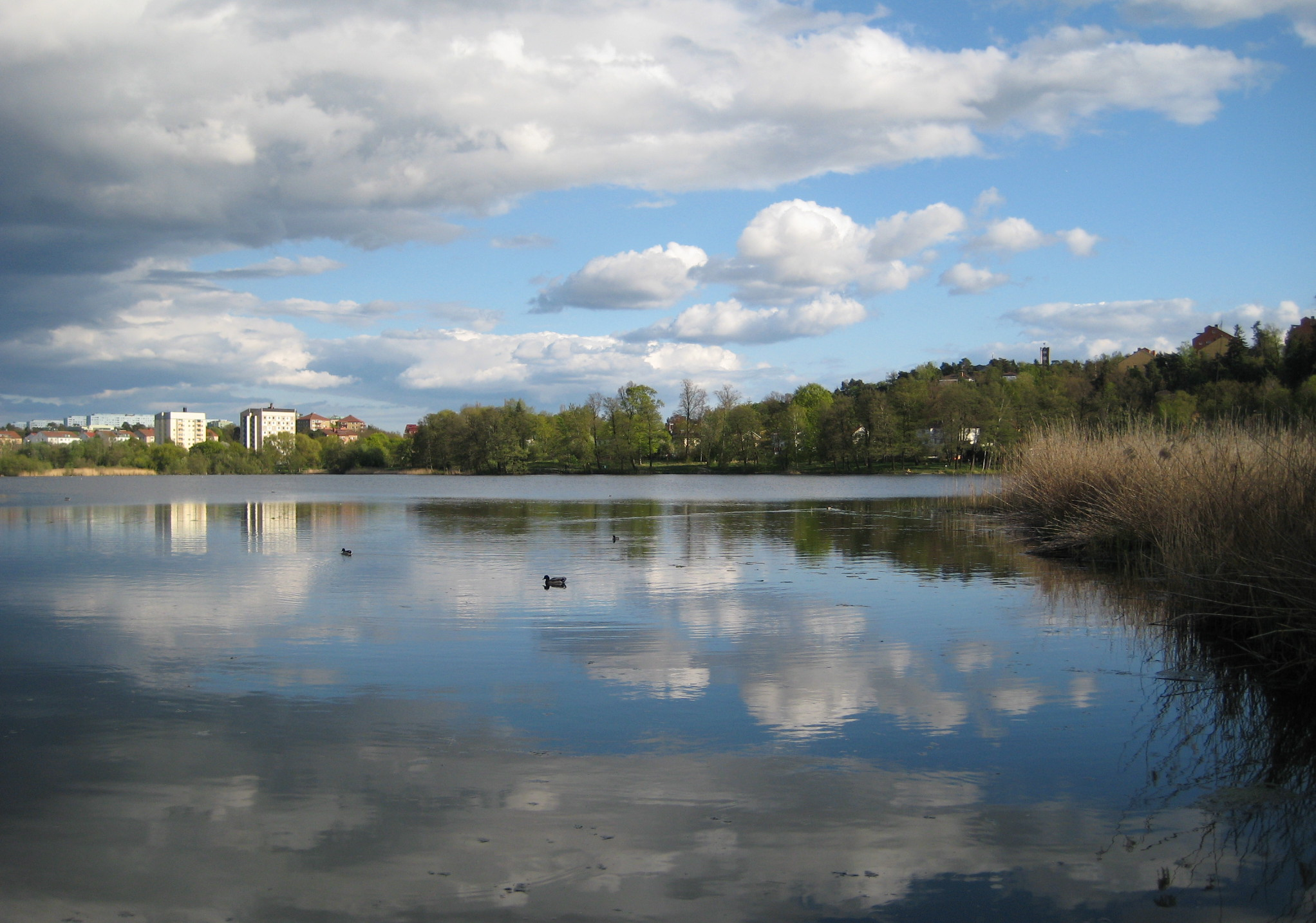
Finalen spelades på Råstasjön.

Svenska mästerskapet i bandy 1912 innebar att man på grund av omspel efter oavgjorda matcher tvingades spela finalmatchen senare. IFK Uppsala delade titeln med Djurgårdens IF efter 1-1 i finalmatchen på Råstasjön i Råsunda. Enligt dåvarande regler skulle oavgjort resultat leda till omspel, men inget omspel av finalen kunde tillämpas då solen och våren kom till Sverige igen. Det är enda gången då SM-titeln i bandy har delats mellan två klubbar. 
Den 19 februari 2022, 110 år efter den första finalmatchen, möttes ånyo Djurgårdens IF och IFK Uppsala på Östermalms IP för att göra upp om det delade guldet. Djurgårdens IF avgick med segern med 7-1 (2-0). Matchen var en manifestation för bandyn och de bägge föreningarna och ska mer ses som det än som ett officiellt mästerskap.

## Matcher

### Kvartsfinaler
- AIK-BK 1911 7-1
- IFK Uppsala-Johanneshofs IF 6-1
- Djurgårdens IF-IFK Strängnäs 4-1
- IFK Stockholm-Sjökrigsskolans IF 1-2 avbruten på grund av mörker.

#### Omspel av kvartsfinal
- Sjökrigsskolans IF-IFK Stockholm 4-4
- IFK Stockholm-Sjökrigsskolans IF 4-1

### Semifinaler
- IFK Uppsala-AIK 4-3
- Djurgårdens IF-IFK Stockholm 4-3

### Final
- 17 mars 1912: IFK Uppsala-Djurgårdens IF 1-1 (Råstasjön, Råsunda)

## Svenska mästarna
- Mall:IFK Uppsala Bandy 1912
- Mall:Djurgårdens IF Bandy 1912

### Fotnoter
1. ↑  Erik Jonsson. ”1907–1919”. Svenska Bandyförbundet. https://www.svenskbandy.se/BANDYFINALEN/HISTORIK/Svenskamastare/Herrar/1907-1919/. Läst 20 mars 2020.
2. ↑  ”Bandy: Djurgården svenska mästare när 1912 års bandyfinal spelades klart”. SVT Sport. 19 februari 2022. https://www.svt.se/sport/bandy/djurgarden-svenska-mastare-nar-1912-ars-bandyfinal-spelades-klart. Läst 20 februari 2022.